# 지크프리트 목가
《지크프리트 목가》(독일어: Siegfried Idyll) WWV.103는 리하르트 바그너가 작곡한 관현악곡이다. 실내 관현악을 위한 작품으로, 음시 혹은 일종의 교향시로 간주하지만 특정의 줄거리나 정경이 의도된 것은 아니다.

## 개요
이 곡은 독립된 관현악곡으로, 오페라 니벨룽의 반지의 제3부 지크프리트와 직접적인 관련이 있는 것은 아니다. 제목인 지크프리트는 바그너의 아들 지크프리트 바그너(1869 ~ 1930, 이후의 작곡가, 지휘자가 되어 바이로이트 바그너 음악제의 부활을 도모함)의 이름에서 따온 것이다. 바그너는 1864년부터 바이에른 국왕 루트비히 2세의 후원으로 뮌헨에서 오페라를 상연하던 중에 그의 조수이자 명지휘자 겸 피아니스트였던 한스 폰 뷜로의 아내 코지마 리스트(1837 ~ 1930)와 열렬한 사랑에 빠졌다. 결국 코지마는 뷜로와 별거하고 바그너와의 사이에서 2명의 딸을 출산한 후에 아들을 낳았다. 그때 바그너는 지크프리트를 작곡하고 있었기 때문에 56세가 되어 처음 얻은 아들의 이름을 지크프리트라고 지었다. 이 곡은 지크프리트가 태어난 다음 해인 1870년 12월 25일에 아내 코지마의 생일 선물로 주기 위해 만든 소품으로, 소규모 관현악용으로 쓰여졌다. 소품이기는 하지만 이 곡은 무척 아름답고 사랑스러우며 가정의 기쁨을 느낄 수 있으므로 바그너의 걸작 중의 하나로 자주 연주되는 명곡이다.
당시 바그너는 스위스 루체른의 교외에 있는 트리프센에 거주하면서 작곡과 논문을 집필하는 데 전념하였고, 가끔 뮌헨으로 건너가 상연 지휘를 맡았다. 코지마는 이전부터 3명의 아이들과 함께 바그너의 집에 살고 있었는데, 1870년 7월 10일에 뷜로와 정식으로 이혼하고 8월 25일에 바그너와 결혼함으로써 6년간의 이혼일에 뷜로와 정식으로 이혼하고 8월 25일에 바그너와 결혼함으로써 6년간의 이혼 분쟁에 종지부를 찍었다. 바그너는 아들을 얻은 기쁨을 음악으로 표현하려고 그 해 11월에 이 곡을 만들었다. 코지마의 생일이 12월 25일이므로 바그너는 그날 이 곡을 연주하여 아내에게 선물로 주어야겠다고 생각하였다. 이 모든 계획은 코지마에게는 비밀로 하면서 준비를 해야 했다. 완성된 총보는 12월 4일에 한스 리히터(1843 ~ 1916)에게 넘겼다. 리히터는 자신도 부분적으로 악보를 그리면서 취리히의 유명한 관현악단에서 우수한 연주자를 뽐았고, 12월 21일 극장 객실에서 연습하였다. 12월 24일에는 모두 루체를에 있는 한 여관 객실에 모여 바그너의 지휘로 은밀하게 연습했다.
코지마의 생일날인 12월 25일 크리스마스는 일요일이었다. 아침 일찍 트리프센 저택에 도탁한 연주자들은 코지마의 침실 옆 계단에서 조용히 보면대를 나란히 세우고, 부엌에서 악기의 음을 맞추었다. 지휘자인 바그너는 계단의 민 아래에 자리를 잡았고, 제1바이올린 2명, 제2바이올린 2명, 비올라 2명, 플루트 1명과 오보에 1명, 클라리넷 2명, 바순 1명, 호른 2명, 첼로 1명, 더블베이스 1명의 순으로 15명의 연주자들이 계단의 위에서 아래까지 차례대로 섰는데, 계단이 굽어있었기 때문에 바그너의 위치에서 맨위에 있는 첼로와 더블베이스는 보이지 않았다. 리히터는 비올라를 맡았는데 트럼펫이 나오는 부분이 열 두 마디밖에 없어서 그 때에만 트럼펫 연주했다. 연주는 오전 7시 30분에 시작되었는데, 그때까지 아무것도 몰랐던 코지마의 놀라움과 기쁨은 말할 수 없이 컸다. 연주는 완벽했으며 이 연주는 그날 몇회에 결쳐 반복되었고, 오호에는 베토벤의 6중주곡을 연주하기도 했다. 바그너와 코지마의 아이들은 이 곡을 ‘계단 음악’이라고 불렀는데, 이 명칭은 역시 이 곡이 처음 연주된 장소에서 유래한 것이다.
이 곡의 트럼펫 부분을 연습하기 위해 리히터는 군악대원에게 빌려서 매일 인적이 뜸한 곳으로 연습을 하려 갔고, 가끔은 코지마 몰래 취리히에 갔었기 때문에 코지마는 그의 품행을 의심하기도 했는데, 이 연주로 코지마의 신용을 회복했다고 한다. 초연 후인 1871년 12월 20일 독일의 만하임에서 바그너의 지휘로 먼저 개인적인 연주가 이루어졌고, 1877년 3월 10일에는 마이닝겐 공의 궁전에서 궁정 관현악단이 바그너의 지휘로 공개 연주하였다. 이후 1878년 2월에 브라이트코프흐 & 헤르텔 출판사에서 출판되면서 처음으로 ‘트리프센 목가’라는 제목이 붙었는데, 출판할 때에는 ‘지크프리트 목가’로 제목을 바꾸었다.

## 편성
플루트1, 오보에2, 클라리넷2, 바순1, 호른2, 트럼펫1, 현5부(8, 8, 6, 6, 6)

## 연주시간
- 약 20분

## 구성
Sehr langsam (매우 느리게), 마장조. 4/4박자.
조용하게 감동을 가지고, 세 마디의 도입부가 제시된 후 연주되는 제1바이올린의 주요 선율은 지크프리트의 3막에 나타나는 ‘사랑의 평화 동기’이다. 이후 발퀴레의 마지막 장면에 나오는 ‘불꽃 동기’가 플루트로 연주되고, 이것은 오보에, 클라리넷으로 옮겨가면서 현악 파트에서 연주하는 ‘사랑의 평화 동기’와 함께 연주된다. ‘사랑의 평화 동기’는 바순과 현악의 저음 파트로 이어져 점점 강하게 연주된다. 여기에서 갑자기 조용해져서 클라리넷, 바순, 호른의 셋잇단음표의 화음에 맞추어 2개의 하강음표로 이루어진 선율이 현악기로 연주된다. 계속 강하게 연주되다가 약해지면서 자장가의 선율(독일 민요 ‘자거라, 아가야, 자거라’)이 오보에 파트에 나타나 ‘사랑의 평화 동기’와 함께 울려퍼지고, 트릴이 계속되는 부분을 거쳐 A♭장조, 3/4박자로 바뀐다. 여기에 새롭게  ‘사랑의 행복 동기’가 클라리넷으로 나타나고 여러 악기로 전개되는데, B장조로 조바꿈되어 오보에로 ‘사랑의 평화’가 연주된 후에 A♭장조로 ‘사랑의 행복 동기’와 ‘사랑의 평화 동기’ 펼쳐진다. F장조로 조바꿈되어 가장강하게 연주하는 클라이맥스에 도달한다.
다시 4/4박자로 되돌아와 C장조로 아주 빠르게, 호른으로 ‘사랑의 인연 동기’를 연주하고, 이와 함께 클라리넷과 플루트가 ‘새 소리’의 일부분을 연주한다. 숲의 음악이 계속 이어지다가 E장조로 바뀌어 ‘사라의 평화 동기’와 ‘불꽃 동기’을 전개시켜 f부분에 들어가면, 다시 C장조rk 되고 트럼펫이 처음 등장하여 세계의 보물과 ‘새 소리’의 일부분을 강하게 연주한다. 이 후 E장조로 돌아와서 조용해지면, 숲 속을 떠올리는 듯한 온화한 느낌으로 ‘사랑과 평화 동기’, ‘불꽃 동기’, ‘사랑의 인연 동기’, ‘새소리’, ‘자장가’등이 이어지고 마지막에 ‘사랑의 평화’로 조용하게 끝맺는다.

## 참고 문헌
- 《작곡가별 명곡해설 라이브러리》 2권 '바그너' 〈음악지우사〉 (音樂世界)